# Widuchowa (przystanek kolejowy)
Widuchowa – przystanek kolejowy w Widuchowej-Stacji, w województwie zachodniopomorskim, w Polsce, oddalony 4 km od miejscowości Widuchowa, w bezpośrednim sąsiedztwie jeziora Lubicz.

## Ruch pasażerski
| Rok  | Wymiana pasażerska na dobę |
| ---- | -------------------------- |
| 2017 | 50-99                      |
| 2022 | 50-99                      |